# Gao Gang
Gao Gang (chinês simplificado: 高岗, Wade–Giles: Kao Kang; nascido Gao Chongde; nome de cortesia Shuo Qing; 25 de outubro de 1905 - 17 de agosto de 1954) foi um líder do Partido Comunista da China (PCC) durante a Guerra Civil Chinesa e os primeiros anos da República Popular da China (RPC) antes de se tornar vítima do primeiro grande expurgo dentro do partido desde antes de 1949. 
Nascido na província rural de Xianxim em 1905, Gao Gang ingressou no partido em 1926 e liderou uma base guerrilheira revolucionária durante a Guerra Civil Chinesa.  Ele era de origem camponesa com baixo nível de escolaridade.   Mais tarde, ele serviu como comissário político do quartel-general temporário do Exército Vermelho de Xianxim. Durante a Segunda Guerra Sino-Japonesa, ele serviu como comandante de segurança da região fronteiriça de Xianxim e comissário político interino da Força de Defesa Conjunta de Xianxim. Entre seus colegas de partido, ganhou fama de grande autoconfiança e ambição, além de mulherengo.  Com a confiança de Mao Tsé-Tung, Gao foi dramaticamente promovido nos anos finais da guerra civil para se tornar o estado do partido e chefe militar da principal área do Nordeste (Manchúria) da China. Em 1952, ele foi enviado a Pequim para se tornar chefe da Comissão de Planejamento Estatal da China (SPC), onde mais tarde entrou em conflitos de liderança contra Liu Shaoqi e Zhou Enlai.  Sua tentativa falhou e ele cometeu suicídio em agosto de 1954. 

## Biografia

### Infância e educação
Gao Chongde nasceu em uma família de camponeses pobres. Aos 13 anos, foi estudar na Escola Primária de Longzhen, no Condado de Mizhi. Em 1922, ele foi admitido na Primeira Escola Primária Superior do Condado de Hengshan. Na primavera de 1925, organizou um movimento estudantil com os alunos Cao Dongzhi, Shi Zuoqi, Wang Donggao e Wang Huaixin, e conheceu Liu Zhidan. 
No outono de 1925, ele entrou Escola Secundária de Yulin. Em 1926, ele foi apresentado por Hu Liting e Shi Weiran para se juntar ao Partido Comunista da China. Em fevereiro de 1927, ingressou na Escola Militar de Zhongshan do Noroeste do Exército Nacional de Feng Yuxiang.  Em junho de 1927, foi descoberto devido à realização de atividades revolucionárias e deixou a Academia Militar de Zhongshan e voltou para o condado de Hengshan. 

### Atividades de guerrilha e vida política
Quando seu amigo desde o ensino médio Liu Zhidan liderou uma insurreição fracassada em 1928, Gao se juntou a ele no remoto noroeste de Xianxim, onde juntos construíram uma base de guerrilha.  As mortes de líderes guerrilheiros locais na região Noroeste distinguiram Gao como o símbolo da base revolucionária. Gao conheceu Mao Tsé-Tung em 1935, quando a Grande Marcha terminou em Xianxim. Ambos desenvolveram um relacionamento próximo baseado na amizade pessoal e em seu acordo sobre questões ideológicas do marxismo-leninismo.  Gao passou muitos anos durante a Guerra Civil Chinesa coordenando as atividades do partido e se tornou um dos principais comandantes da região. 
Na primavera de 1929, sob acordos organizacionais, ele invadiu o quartel-general do Kuomintang no condado de Yan'an para realizar trabalhos clandestinos.  Após a reunião, Liu Zhidan, Secretário da Comissão Militar do Comitê Especial que presidiu o trabalho do Comitê Especial, foi a Yan'an e deu uma palestra a Gao Gang sobre o espírito principal da "Conferência de Hongshixia". No outono de 1929, o governo nacional prendeu Gao Zhongkui e Gao Zhongfa, tios de Gao Gang, como reféns por causa da denúncia do latifundiário, e ameaçou Gao Gang se render. Os dois também foram forçados a escrever uma carta para entregar Gao Gang, dizendo na carta que suas vidas estariam perdidas se Gao Gang não retornasse. Depois que Gao Gang recebeu a carta, ele a rasgou  e a ignorou. 

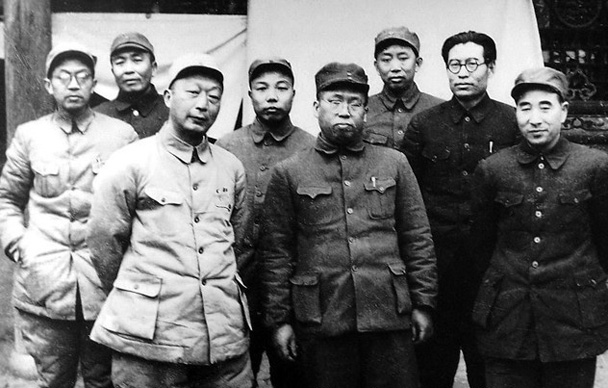
Gao Gao com líderes militares no nordeste da China, 1948. Da esquerda para a direita: Huang Kecheng, Tan Zheng, Nie Rongzhen, Xiao Hua, Luo Ronghuan, Liu Yalou, Gang e Lin Biao

Em 1932, ele serviu como secretário do comitê da equipe de guerrilha do Exército Vermelho dos Trabalhadores e Camponeses de Xianxim-Gansu. Mais tarde, devido à derrota dos guerrilheiros, Gao Gang foi enviado para trabalhar no Comitê Provincial de Xianxim. 
Em agosto de 1933, Gao Gang serviu como comissário político do quartel-general temporário do Exército Vermelho na fronteira de Xianxim-Gansu; depois de novembro, ele serviu como comissário político da 42ª Divisão do 26º Exército Vermelho. No início de janeiro de 1934, Gao Gang foi demitido de seu cargo por molestar mulheres por "violação de disciplina". 
Em 1935, junto com Liu Zhidan e Xi Zhongxun, foram presos durante a campanha anti-revolucionária. Depois que o Exército Vermelho Central chegou ao norte de Xianxim, Gao Gang foi libertado.  Em janeiro de 1936, Gao Gang foi enviado para a Região Trilateral da Mongólia Interior, onde atuou como chefe do Comitê de Trabalho da Mongólia do Partido Comunista da China de junho a outubro. 

### Segunda Guerra Sino-Japonesa e Guerra da Coreia

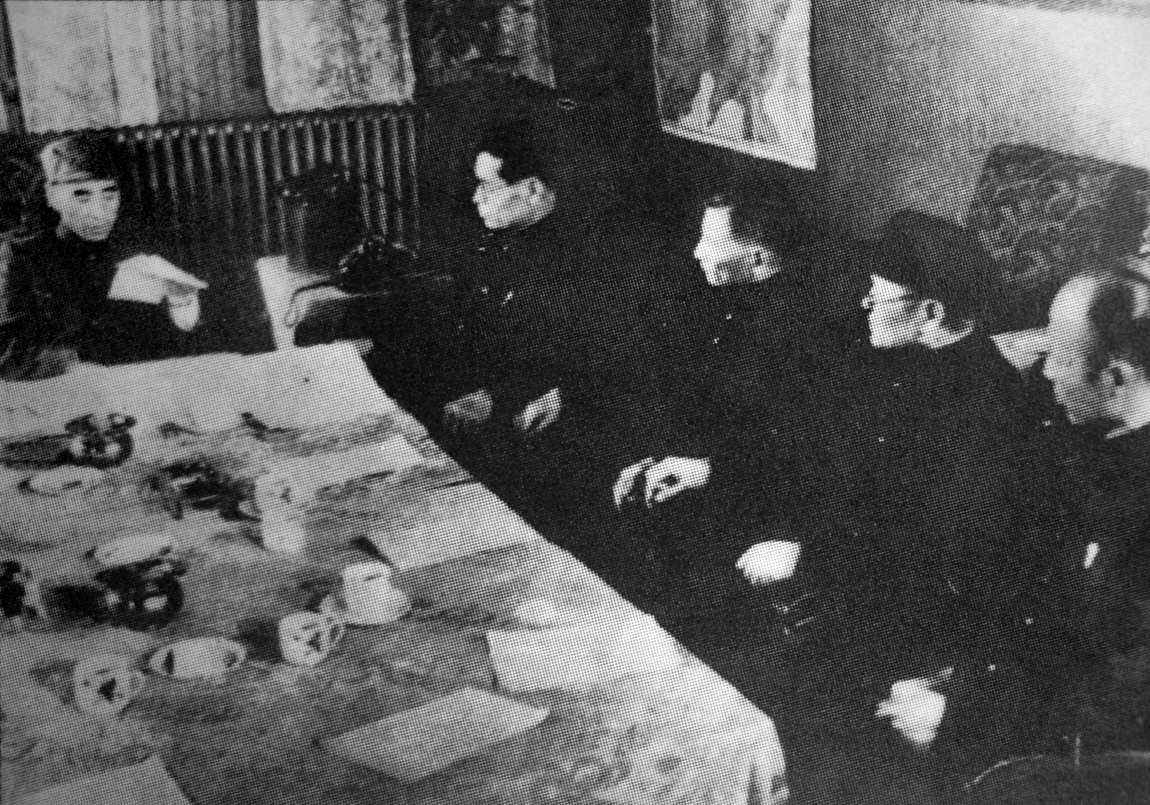
Reunião do Escritório do Nordeste do Comitê Central do Partido Comunista da China. A partir da esquerda: Lin Biao, Gao Gang, Chen Yun, Zhang Wentian, Lu Zhengcao, 1946

Após a eclosão da guerra, Gao Gang permaneceu no norte de Xianxim e serviu como comandante de segurança da região fronteiriça. Em novembro de 1937, ele serviu como comandante da cavalaria do Exército da Oitava Rota.   Em dezembro de 1937, o Escritório Político do Comitê Central do Partido Comunista da China identificou Gao Gang como um dos 25 principais membros do comitê preparatório do "Sétimo Congresso Nacional" do Partido Comunista da China.
Em junho de 1945, Gao Gang ingressou no Politburo do Partido Comunista da China   e foi transferido junto com Lin Biao para o nordeste da China, tornando-se chefe do partido local (o Bureau do Nordeste), do aparato estatal e militar. Em 1947, Gao era o membro mais importante da região.    Após a fundação da RPC em 1949, Gao foi nomeado um dos seis presidentes do Conselho de Estado, sob Mao Tsé-Tung. 
A influência da vizinha União Soviética significava que as ideias soviéticas de organização industrial e planejamento econômico eram proeminentes, e Gao apoiou fortemente esses métodos quando a área se tornou o centro da indústria pesada da China.  Devido ao seu avanço econômico, a região nordeste foi frequentemente usada para testar novas políticas comunistas, algo que aumentou tanto o prestígio da região quanto o do próprio Gao.  Gao também recebeu significativa cobertura de propaganda, pois trabalhadores e camponeses foram encorajados a responder ao seu "chamado" para aumentar a produção industrial; também foram publicadas cartas pessoais de apoio e saudações à sua saúde. 
Em julho de 1950, logo após a eclosão da Guerra da Coréia, Gao foi colocado no comando dos 260.000 homens "Guardas da Fronteira do Norte", ao longo da fronteira com a Coréia do Norte. Gao foi então considerado responsável por preparar suas forças para a possibilidade da participação da China na guerra. Quando a China finalmente entrou na Guerra da Coréia em novembro de 1950, as forças chinesas eram comandadas por Peng Dehuai , sendo muito elogiado por ele  

### Após a fundação da República Popular da China

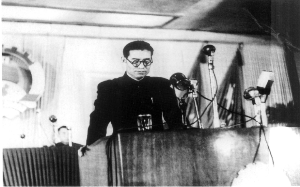
Em 21 de setembro de 1949, na primeira sessão plenária da Conferência Consultiva Política do Povo Chinês, Gao Gang falou em nome das Áreas Libertadas da China

Após a fundação da República Popular da China, Gao Gang assumiu o comando do nordeste da China e organizou a recuperação econômica e outros trabalhos. Sob o governo de Gao Gang, a produção de grãos do Nordeste em 1949 aumentou em média cerca de 20% em comparação com o ano anterior, e o valor da produção industrial anual excedeu o plano original em 4,2%, e a Anshan Iron and Steel foi reconstruída.  Gao Gang também liderou o lançamento do Movimento dos Três Antis no nordeste da China , e sua experiência foi promovida para todo o país por Mao Tsé-Tung Em outubro de 1951, Gao Gang também atuou como vice-presidente da Comissão Militar Revolucionária do Povo do Governo Popular Central. 
Gao Gang foi transferido para Pequim em 1952 para assumir o cargo de presidente da Comissão de Planejamento Estatal da China (SPC), o que o tornou o principal responsável pela execução do Primeiro Plano Quinquenal, a política nacional que introduziu o planejamento econômico soviético na República Popular da China.  Gao também foi confirmado como vice-presidente do Conselho do Governo Popular Central e vice-presidente do Conselho Militar Revolucionário do Povo.  Eram cargos-chave, especialmente seu controle do SPC em uma época em que as relações sino-soviéticas eram muito importantes, e Gao era visto por Mao e outros membros importantes do partido como um membro do Politburo muito capaz.  No entanto, há algumas evidências de que Gao estava relutante em deixar sua base de poder no Nordeste e se mudar para Pequim.  
Embora a transferência de Gao para Pequim o tornasse mais controlável pelo centro do partido, ela o motivou a alcançar maior avanço na hierarquia do partido. Ele se via como o segundo líder mais importante da China, atrás apenas de Mao. Após sua nomeação para Pequim, ele discordou abertamente da nomeação de líderes partidários, em vez de líderes militares, para altos cargos no governo. Em 1952 e 1953 houve várias mudanças importantes na estrutura administrativa central. Peng Dehuai foi chamado de volta da Coréia e colocado no comando da Comissão Militar Central, cargo anteriormente ocupado por Zhou Enlai. Depois de transferir suas responsabilidades militares para Peng, Zhou concentrou seus esforços na elaboração do Primeiro Plano Quinquenal da China, com a participação da União Soviética. Mao indicou que não estava satisfeito com o desempenho de Zhou; e, no final de 1952 e no final de 1953, Mao iniciou uma grande reorganização da hierarquia do governo central. Vários comandantes regionais, incluindo Gao Gang e Deng Xiaoping, também foram transferidos para Pequim para assumir as responsabilidades de Zhou. Embora ele mantivesse tecnicamente a posição de terceiro homem mais importante na hierarquia oficial (depois de Mao Zedong e Liu Shaoqi), a posição de Zhou foi consideravelmente enfraquecida.   Em outubro do mesmo ano, Gao Gang aproveitou suas férias para ir a Hangzhou para conquistar Lin Biao para se juntar ao seu acampamento. Chen Yun seguiu as instruções de Mao Zedong para persuadir Lin Biao, e Lin Sui expressou que não apoiaria mais Gao Gang.  Em 24 de dezembro de 1953, na reunião ampliada do Politburo, Mao Zedong criticou Gao Gang sem citar seu nome: "Existem dois quartéis-generais em Pequim. Um é o quartel-general chefiado por mim, que sopra o vento e queima o fogo; Existe um único ramo da política ou vários ramos da política?" 

### Tentativas de suicídio e morte
Em 6 de fevereiro de 1954, na Quarta Sessão Plenária do Sétimo Comitê Central do Partido Comunista da China, Zhou Enlai e Chen Yun criticaram secretamente Gao Gang por construir um "reino independente".  Em 17 de fevereiro, Gao Gang tentou suicídio com uma pistola. Em 29 de abril de 1954, Gao Gang apresentou "Minha Reflexão" ao Comitê Central.  No início de agosto de 1954, Gao Gang tentou cometer suicídio por eletrocussão, mas falhou.  Em 17 de agosto, Gao Gang cometeu suicídio tomando uma grande quantidade de hipnóticos.
Em abril de 1955, Gao Gang foi expulso do Partido Comunista da China, quando as autoridades concluíram que o incidente foi uma "atividade de conspiração" e atividades "sem princípios" para fortalecer o poder pessoal. Gao Gang foi enterrado no Cemitério Wan'an de Pequim.
Em 16 de maio de 1966, quando a "Revolução Cultural" começou, metade da lápide de Gao Gang foi despedaçada. 
A primeira "Biografia de Gao Gang" publicada na China foi lançada em maio de 2011. Foi escrito por Dai Maolin e Zhao Xiaoguang e publicado pela Shaanxi People's Publishing House. 

## "Caso Gao Gang"
O chamado “Caso Gao Gang” foi a tentativa de Gao Gang de deslocar Liu Shaoqi e Zhou Enlai de seus cargos-chave no governo e tentar aumentar sua própria posição pessoal dentro do partido. Gao pensou que tinha a aprovação de Mao Tsé-Tung para tal movimento e começou a se aproximar de quadros superiores pedindo apoio no verão de 1953. Suas atividades foram reveladas a Mao por Chen Yun e Deng Xiaoping e o presidente informou a Gao que suas ações estavam fora de ordem. Esforços foram então feitos para lidar com o risco à unidade partidária que as tentativas de Gao haviam provocado. Sob pressão considerável, Gao tirou a própria vida em agosto de 1954.

### Discussões preliminares com líderes partidários
Mao teve uma série de conversas privadas com Gao no final de 1952 ou início de 1953, onde se acredita que ele expressou certo grau de insatisfação com Liu e Zhou, aparentemente observando que eles eram muito cautelosos em sua atitude em relação ao ritmo da transformação socialista na China.   Os detalhes do que Mao realmente disse a Gao ainda não estão claros: se ele aprovou qualquer ação contra Liu e Zhou ou apenas expressou suas frustrações a um amigo em particular. O que é significativo é que Gao interpretou as palavras de Mao como consentimento para uma ação contra esses dois quadros superiores.
Em seguida, Gao abordou membros importantes do partido, expressou suas opiniões sobre Liu e Zhou e deu a entender que tinha a aprovação de Mao. Rao Shushi, uma figura militar que tinha sua base de poder no leste da China e era chefe do Departamento Organizacional do Comitê Central, deu seu apoio a Gao.  Imediatamente após sua conferência com Rao, Gao viajou pelas províncias do sul e leste para discutir seus pontos de vista com outros líderes militares, principalmente Lin Biao, Peng Dehuai e Zhu De. 
Lin Biao não deu nenhum apoio prático, mas sua concordância com as opiniões de Gao possivelmente influenciou Gao a continuar buscando apoio.  Peng Dehuai, que era conhecido por ter alguma antipatia contra o alvo principal de Gao, Liu Shaoqi, também expressou algum apoio, mas como Lin, ele não fez nada em particular para ajudar Gao.  Quando Gao se aproximou de Luo Ronghuan, Luo exigiu saber os pensamentos exatos de Mao. Ele tinha dúvidas se Mao havia realmente endossado tais sugestões e disse a Gao que a discussão sobre um assunto de tal importância era inadequada. 

### Reações negativas à seu suicídio
Quando Gao expressou seus pensamentos a Li Xiannian, Chen Yun e Deng Xiaoping, todos ficaram preocupados com o fato de suas tentativas serem uma clara ameaça à unidade do partido. Chen e Li informaram Zhou Enlai primeiro sobre as atividades de Gao e depois falaram com Mao. Deng falou diretamente com Mao sobre a abordagem de Gao.  Em uma reunião do Politburo em 24 de dezembro de 1953, Mao confrontou Gao e deu-lhe um sério aviso de que suas atividades eram uma grave ameaça à unidade do partido.  Na conferência, a posição de Mao foi clara: ele condenou Gao por formar "uma aliança antipartido". 
Isso efetivamente marcou o fim das tentativas de Gao de avançar em sua posição, pois ele percebeu que, de fato, não tinha o apoio de Mao. Mao então confiou a Liu Shaoqi, um dos alvos da breve tentativa de Gao de ganhar o poder, a organização de um plenário em fevereiro de 1954 que se concentraria na unidade partidária.  A reação de Mao pode ser vista como um sinal da falta de tolerância de Mao para com aqueles que tentavam ameaçar a integridade do partido e um endosso público a Liu.
Nas reuniões de discussão de fevereiro, Zhou Enlai fez várias acusações contra Gao Gang. Zhou acusou Gao primeiro de estabelecer um 'reino independente', uma referência à base de poder de Gao no nordeste; e segundo por ter "misturado o certo e o errado nas relações soviéticas", uma alusão aos supostos laços estreitos de Gao com a Sovieta; e, finalmente, de 'fabricar as palavras do camarada Mao Zedong', como Gao havia dito a outros que seus planos tinham o apoio de Mao.  Zhou contradisse publicamente a crença de Gao de que os militares deveriam desempenhar um papel proeminente na política chinesa, deplorou as tentativas de Gao de espalhar "rumores" sobre Liu e outros líderes e concluiu que a intenção de Gao era semear a discórdia e usurpar o poder dentro do partido e do estado. Zhou também condenou o estilo de vida dissoluto de Gao. 
Aparentemente perturbado, Gao fez várias tentativas de falar com Mao, mas foi recusado uma audiência com o presidente. É possível que Mao tenha evitado enfrentar Gao por causa das conversas secretas entre os dois homens que levaram as tentativas de Gao de promover sua própria posição. Gao tentou se matar durante as reuniões de fevereiro e conseguiu se envenenar em agosto de 1954.  Após seu suicídio, em 1955, Gao foi formalmente expulso do Partido. O aliado de Gao, Rao, também foi expulso do partido e ficou preso até sua morte em 1975.  A morte de Gao não apenas encerrou o caso da forma mais imediata, mas também garantiu que ele fosse devidamente lembrado de forma desonrosa como um traidor do partido.

### Análise
A suposição de Gao de que Mao apoiaria a eliminação de Zhou e Liu, apesar da insatisfação de Mao com eles, estava errada. Na época, Mao ainda era relativamente tolerante com opiniões divergentes, mas estava confiante de que Liu e Zhou alinhariam suas opiniões com Mao se pressionados. Mao estava satisfeito com a "unidade" alcançada pelo Movimento de Retificação de Yan'an e não tinha intenção de alterar a estrutura básica do partido estabelecida no Congresso do Partido em 1945. Mao discordava da opinião do próprio Gao sobre seu papel na revolução (que Mao considerava exagerada) e acreditava claramente que o partido deveria manter um comando claro sobre o estado e os militares. Se as opiniões de Gao sobre a importância do exército na revolução tivessem prevalecido, elas teriam contradito a interpretação de Mao sobre a história do partido e teriam ameaçado a proeminente posição de liderança de Mao. 
O "Caso Gao Gang" mostrou o risco real de divisões faccionais dentro do partido durante os primeiros anos da República Popular da China, um período que muitas vezes é visto como uma era de unidade partidária. Ao tentar explorar as queixas de alguns quadros contra outros, Gao conseguiu atrair os interesses de vários quadros importantes, mesmo que nenhum deles realmente o apoiasse. O "Caso Gao Gang" pode ser simplesmente visto como uma tentativa de golpe natimorto dentro do Politburo, mas seu significado não é que ele falhou em ter sucesso ou mesmo em reunir apoio básico. Em vez disso, mostrou que havia a possibilidade de lutas de poder dentro do Partido que poderiam envolver o direcionamento de membros muito graduados do Partido. Após o "Caso Gao Gang" houve apelos para uma maior unidade do partido e houve um aumento na centralização à medida que as antigas administrações regionais com seu partido e órgãos militares foram abolidas, uma mudança que havia sido planejada há algum tempo, mas que sem dúvida foi estimulada pelas tentativas de Gao de usar seu poder regional para ganhar poder no centro. 
Outro fator bastante explorado, e provavelmente de grande importância na época, é a conexão soviética. A tentativa de Gao de ganhar poder certamente não foi vista como um movimento apoiado pelos soviéticos contra os comunistas chineses, mas é certo que as conexões de Gao com os soviéticos fizeram as pessoas suspeitarem dele. Embora as relações sino-soviéticas fossem próximas, mas tensas, já que o partido endossava os métodos soviéticos de planejamento econômico, mas queria ter certeza de que os soviéticos não ganhariam maior influência sobre a China, a impressão (por mais leve que fosse) de que as tentativas de Gao de ganhar poder poderiam ter ligações com sua amizade com os soviéticos teria sido vista com alarme. Isso pode ser visto nos comentários públicos de Zhou Enlai contra Gao nas reuniões de discussão de fevereiro de 1954, onde ele o acusou de ter "misturado o certo e o errado nas relações soviéticas". De acordo com o relato de Nikita Khrushchev em suas memórias, Gao era a principal fonte de informação da liderança soviética sobre "o clima no Partido Chinês" e Stalin, aparentemente movido pelo desejo de ganhar a confiança de Mao, entregou alguns dos telegramas diplomáticos do embaixador soviético Aleksandr Panyushkin a Mao. Na opinião de Khrushchev, a "traição" de Stalin foi a chave para o destino subsequente de Gao Gang. 
Talvez ainda mais significativo seja como o caso mostra o poder dominante e a manipulação de Mao Zedong, durante um período em que, como muitas vezes se supõe, o compromisso de Mao com a tomada de decisões democrática intrapartidária estava no auge. Foram os comentários de Mao que influenciaram Gao e o levaram a acreditar que, embora fosse contra o partido e os quadros superiores, suas ações eram justificadas porque ele tinha o apoio do presidente. Quadros seniores como Lin Biao e Peng Dehuai expressaram seu apoio (reconhecidamente limitado) apenas porque achavam que Gao tinha a aprovação de Mao. Toda a conspiração (se é que pode ser chamada assim) terminou com um golpe de Mao, que precisou apenas expressar seus verdadeiros pensamentos em uma reunião do Politburo para interromper as atividades de Gao e fazer outros quadros admitirem seus erros. O papel de Mao em todo o caso pode ser visto como muito importante.

## Família
- Yang Zhifang (dezembro de 1905 — 1º de maio de 2001) — 1ª esposa [51]
- Li Liqun (26 de dezembro de 1919 — 6 de abril de 2020)  — 2ª esposa [51]
- Gao Yi  — filho [51]

## Representações na mídia

### Filmes e Séries
- (1970) Cold Snap (Série de TV de Taiwan)
- (2009) Jian guo da ye (A Fundação de uma República)

### Obras literárias
- "Liu Zhidan" — romance biográfico sobre Liu Zhidan, foi criticado por Kang Sheng e Mao Zedong como uma conspiração antipartido pois um dos personagens do romance aludia ao ex-líder expurgado Gao Gang.